# 大脱走2
『大脱走2』（だいだっそう2、原題: The Great Escape II: The Untold Story）は、1988年にアメリカで製作されたテレビ映画。「脱出編」と「復讐編」の二部構成で放送された。出演はクリストファー・リーヴなど。

## 概要
第二次世界大戦中にドイツ軍の捕虜となったポール・ブリックヒルが、送られた捕虜収容所で体験した脱走計画の詳細を戦後にまとめて出版した本「The Great Escape」を原作としている。
同じ本を原作とし、1963年に公開された映画『大脱走』（以下：1963年版）の真の続編ではないが、1963年版で描かれていなかった他の脱走者（イギリス陸軍士官であるジョニー・ドッジ少佐など）にスポットを当てた1963年版の後日談的なストーリーとなっている。
監督の一人であるジャド・テイラーは、1963年版でアメリカ人の1人であるゴフ役で出演している。また、1963年版では脱走者として出演したドナルド・プレザンスが本作では敵役で出演した。
日本では、1990年6月10日にテレビ朝日系列『日曜洋画劇場』にて一挙放送された後、本来の二部構成でVHSが発売された。

## キャスト
| 役名                     | 俳優                     | 日本語吹き替え                                                                    |
| ------------------------ | ------------------------ | --------------------------------------------------------------------------------- |
| ジョニー・ドッジ少佐     | クリストファー・リーヴ   | 佐々木功                                                                          |
| デビッド・マシューズ大尉 | ジャド・ハーシュ         | 坂口芳貞                                                                          |
| マイク・コレリー大尉     | トニー・デニソン         | 野島昭生                                                                          |
| マック・マッケンジー     | チャールズ・ヘイド       | 郷里大輔                                                                          |
| ブルヒアルト             | マイケル・ネイダー       |                                                                                   |
| ロジャー                 | イアン・マクシェーン     | 羽佐間道夫                                                                        |
| マリー                   | ミジョー・コヴァックス   | 小山茉美                                                                          |
| トースト                 | デレク・デ・リント       |                                                                                   |
| ウィング                 | アンドリュー・ビックネル | 小島敏彦                                                                          |
| フォン                   | マンフレート・アンドレー | 中村正                                                                            |
| ピーバー                 | マーティン・アンバック   | 納谷六朗                                                                          |
| マックス                 | カール・ナップ           |                                                                                   |
| シュミット               | カールハインツ・レムケン |                                                                                   |
| アル・ヘイク             | ロン・ドナキー           |                                                                                   |
| マッセイ                 | ピーター・デニス         | 宮田光                                                                            |
| チャーチル               | ロナルド・レイシー       | 宮川洋一                                                                          |
| アブサロン               | ドナルド・プレザンス     | 千葉耕市                                                                          |
| 不明 その他              | -                        | 大山高男 寺島幹夫 仁内建之 若本規夫 麦人 小室正幸 原田一夫 村山明 瀬畑奈津子 阪脩 |

## スタッフ
- 監督：ポール・ウェンドコス、ジャド・テイラー
- 製作：ジャド・テイラー
- 製作総指揮：マイケル・ジャッフェ
- 脚本：ウォルター・ハルジー・デイヴィス
- 撮影：ディートリッヒ・ローマン
- 音楽：ジョニー・マンデル

日本語版
- 演出：壺井正
- 翻訳：額田やえ子
- 調整：飯塚秀保
- 効果：東上別符精、PAG
- 制作：グロービジョン